# Olympische Sommerspiele 2016/Teilnehmer (Kasachstan)
| Gelbes Symbol für Goldmedaillen mit stilisierten Olympischen Ringen | Graues Symbol für Silbermedaillen mit stilisierten Olympischen Ringen | Braundes Symbol für Bronzemedaillen mit stilisierten Olympischen Ringen |
| ------------------------------------------------------------------- | --------------------------------------------------------------------- | ----------------------------------------------------------------------- |
| 2                                                                   | 5                                                                     | 10                                                                      |

Kasachstan nahm an den Olympischen Spielen 2016 in Rio de Janeiro teil. Es war die insgesamt siebte Teilnahme an Olympischen Sommerspielen. Das Nazionalny Olimpiski Komitet Respubliki Kasachstan nominierte 104 Athleten in 18 Sportarten.

## Teilnehmer nach Sportarten

### Bogenschießen
| Athleten          | Wettbewerb | Qualifikation | Qualifikation | 1. Runde            | 1. Runde      | 2. Runde      | 2. Runde      | Achtelfinale  | Achtelfinale  | Viertelfinale | Viertelfinale | Halbfinale    | Halbfinale    | Finale        | Finale        | Rang |
| Athleten          | Wettbewerb | Ringe         | Rang          | Gegner              | Ergebnis      | Gegner        | Ergebnis      | Gegner        | Ergebnis      | Gegner        | Ergebnis      | Gegner        | Ergebnis      | Gegner        | Ergebnis      | Rang |
| ----------------- | ---------- | ------------- | ------------- | ------------------- | ------------- | ------------- | ------------- | ------------- | ------------- | ------------- | ------------- | ------------- | ------------- | ------------- | ------------- | ---- |
| Frauen            |            |               |               |                     |               |               |               |               |               |               |               |               |               |               |               |      |
| Luisa Saidijewa   | Einzel     | 625           | 36            | Anastassija Pawlowa | 0–6 (72:86)   | ausgeschieden | ausgeschieden | ausgeschieden | ausgeschieden | ausgeschieden | ausgeschieden | ausgeschieden | ausgeschieden | ausgeschieden | ausgeschieden | 33   |
| Männer            |            |               |               |                     |               |               |               |               |               |               |               |               |               |               |               |      |
| Sultan Duzelbayev | Einzel     | 648           | 48            | Gu Xuesong          | 6-4 (139:135) | Mauro Nespoli | 0-6 (85:75)   | ausgeschieden | ausgeschieden | ausgeschieden | ausgeschieden | ausgeschieden | ausgeschieden | ausgeschieden | ausgeschieden | 17   |

### Boxen
| Athleten              | Wettbewerb                    | 1. Runde        | 1. Runde | Achtelfinale         | Achtelfinale  | Viertelfinale      | Viertelfinale | Halbfinale          | Halbfinale    | Finale                | Finale        | Rang          |
| Athleten              | Wettbewerb                    | Gegner          | Ergebnis | Gegner               | Ergebnis      | Gegner             | Ergebnis      | Gegner              | Ergebnis      | Gegner                | Ergebnis      | Rang          |
| --------------------- | ----------------------------- | --------------- | -------- | -------------------- | ------------- | ------------------ | ------------- | ------------------- | ------------- | --------------------- | ------------- | ------------- |
| Frauen                |                               |                 |          |                      |               |                    |               |                     |               |                       |               |               |
| Schaina Schekerbekowa | Leichtgewicht bis 60 kg       | Freilos         | Freilos  | Freilos              | Freilos       | Sarah Ourahmoune   | 0:3           | ausgeschieden       | ausgeschieden | ausgeschieden         | ausgeschieden | ausgeschieden |
| Dariga Schakimowa     | Mittelgewicht bis 75 kg       | Freilos         | Freilos  | Ariane Fortin        | 2:1           | Khadija El-Mardi   | 3:0           | Claressa Shields    | 0:3           | ausgeschieden         | ausgeschieden | Bronze        |
| Männer                |                               |                 |          |                      |               |                    |               |                     |               |                       |               |               |
| Birschan Schaqypow    | Halbfliegengewicht bis 49 kg  | Freilos         | Freilos  | Mathias Hamunyela    | 3:0           | Hasanboy Doʻsmatov | 0:3           | ausgeschieden       | ausgeschieden | ausgeschieden         | ausgeschieden | ausgeschieden |
| Olzhas Sattibayev     | Fliegengewicht bis 52 kg      | Jeyvier Cintrón | 2:1      | Elvin Məmişzadə      | 0:3           | ausgeschieden      | ausgeschieden | ausgeschieden       | ausgeschieden | ausgeschieden         | ausgeschieden | ausgeschieden |
| Qairat Jeralijew      | Bantamgewicht bis 56 kg       | Cavid Çələbiyev | 2:1      | Murodjon Ahmadaliyev | 0:3           | ausgeschieden      | ausgeschieden | ausgeschieden       | ausgeschieden | ausgeschieden         | ausgeschieden | ausgeschieden |
| Berik Äbdirachmanow   | Leichtgewicht bis 60 kg       | Carlos Balderas | 0:3      | ausgeschieden        | ausgeschieden | ausgeschieden      | ausgeschieden | ausgeschieden       | ausgeschieden | ausgeschieden         | ausgeschieden | ausgeschieden |
| Abylaichan Schüssipow | Halbweltergewicht bis 64 kg   | Pat McCormack   | 1:2      | ausgeschieden        | ausgeschieden | ausgeschieden      | ausgeschieden | ausgeschieden       | ausgeschieden | ausgeschieden         | ausgeschieden | ausgeschieden |
| Danijar Jeleussinow   | Weltergewicht bis 69 kg       | Freilos         | Freilos  | Josh Kelly           | 3:0           | Gabriel Maestre    | 3:0           | Souleymane Cissokho | 3:0           | Shaxram Gʻiyosov      | 3:0           | Gold          |
| Schänibek Älimchanuly | Mittelgewicht bis 75 kg       | Antony Fowler   | 3:0      | Ilyas Abbadi         | 3:0           | Kamran Şahsuvarlı  | 1:2           | ausgeschieden       | ausgeschieden | ausgeschieden         | ausgeschieden | ausgeschieden |
| Ädilbek Nijasymbetow  | Halbschwergewicht bis 81 kg   | Freilos         | Freilos  | Mikhail Dauhaliavets | 3:0           | Teymur Məmmədov    | 3:0           | Joshua Buatsi       | 3:0           | Julio César La Cruz   | 0:3           | Silber        |
| Wassili Lewit         | Schwergewicht bis 91 kg       | Freilos         | Freilos  | Yu Fengkai           | TKO           | Kennedy St-Pierre  | 3:0           | Erislandy Savón     | 3:0           | Jewgeni Tischtschenko | 0:3           | Silber        |
| Iwan Dytschko         | Superschwergewicht über 91 kg | Freilos         | Freilos  | Magomedrasul Majidov | 3:0           | Efe Ajagba         | 3:0           | Joseph Joyce        | 0:3           | ausgeschieden         | ausgeschieden | Bronze        |

### Fechten
| Athleten      | Wettbewerb   | 1. Runde    | 1. Runde | 2. Runde      | 2. Runde      | Achtelfinale  | Achtelfinale  | Viertelfinale | Viertelfinale | Halbfinale / Klassifikation | Halbfinale / Klassifikation | Finale / Platzierung | Finale / Platzierung | Rang          |
| Athleten      | Wettbewerb   | Gegner      | Ergebnis | Gegner        | Ergebnis      | Gegner        | Ergebnis      | Gegner        | Ergebnis      | Gegner                      | Ergebnis                    | Gegner               | Ergebnis             | Rang          |
| ------------- | ------------ | ----------- | -------- | ------------- | ------------- | ------------- | ------------- | ------------- | ------------- | --------------------------- | --------------------------- | -------------------- | -------------------- | ------------- |
| Männer        |              |             |          |               |               |               |               |               |               |                             |                             |                      |                      |               |
| Ilja Mokrezow | Säbel Einzel | Daryl Homer | 11:15    | ausgeschieden | ausgeschieden | ausgeschieden | ausgeschieden | ausgeschieden | ausgeschieden | ausgeschieden               | ausgeschieden               | ausgeschieden        | ausgeschieden        | ausgeschieden |

### Gewichtheben
| Athleten              | Wettbewerb        | Reißen  | Reißen | Stoßen  | Stoßen | Zweikampf | Zweikampf | Rang   |
| Athleten              | Wettbewerb        | Gewicht | Rang   | Gewicht | Rang   | Gewicht   | Rang      | Rang   |
| --------------------- | ----------------- | ------- | ------ | ------- | ------ | --------- | --------- | ------ |
| Frauen                |                   |         |        |         |        |           |           |        |
| Margarita Jelissejewa | Klasse bis 48 kg  | 80 kg   | 9      | 106 kg  | 4      | 186 kg    | 5         | 5      |
| Karina Goritschewa    | Klasse bis 63 kg  | 111 kg  | 2      | 132 kg  | 3      | 243 kg    | 3         | Bronze |
| Schasira Schapparkul  | Klasse bis 69 kg  | 115 kg  | 2      | 144 kg  | 2      | 259 kg    | 2         | Silber |
| Männer                |                   |         |        |         |        |           |           |        |
| Arli Tschontei        | Klasse bis 56 kg  | 130 kg  | 5      | 148 kg  | 6      | 278 kg    | 4         | 4      |
| Farchad Charki        | Klasse bis 62 kg  | 135 kg  | 3      | 170 kg  | 2      | 305 kg    | 3         | Bronze |
| Nischat Rachimow      | Klasse bis 77 kg  | 165 kg  | 3      | 214 kg  | 1      | 379 kg    | 1         | Gold   |
| Denis Ulanow          | Klasse bis 85 kg  | 175 kg  | 4      | 215 kg  | 4      | 390 kg    | 3         | Bronze |
| Alexander Satschikow  | Klasse bis 105 kg | 193 kg  | 3      | 223 kg  | 3      | 416 kg    | 3         | Bronze |

### Judo
| Athleten                | Wettbewerb | 1. Runde       | 1. Runde    | 2. Runde      | 2. Runde         | Viertelfinale | Viertelfinale | Halbfinale / Trostrunde | Halbfinale / Trostrunde | Finale / Platz 3  | Finale / Platz 3 | Rang          |
| Athleten                | Wettbewerb | Gegner         | Ergebnis    | Gegner        | Ergebnis         | Gegner        | Ergebnis      | Gegner                  | Ergebnis                | Gegner            | Ergebnis         | Rang          |
| ----------------------- | ---------- | -------------- | ----------- | ------------- | ---------------- | ------------- | ------------- | ----------------------- | ----------------------- | ----------------- | ---------------- | ------------- |
| Frauen                  |            |                |             |               |                  |               |               |                         |                         |                   |                  |               |
| Otgontsetseg Galbadrakh | bis 48 kg  | Freilos        | Freilos     | T. Lima       | 010s1:010s2 (GS) | A. Kondo      | 010s0:100s0   | E. Csenoviczki          | 100s1:000s1 (GS)        | D. Mestre Álvarez | 100s2:000s0      | Bronze        |
| Marian Urdabayeva       | bis 63 kg  | J. Yang        | 000s0:100s0 | ausgeschieden | ausgeschieden    | ausgeschieden | ausgeschieden | ausgeschieden           | ausgeschieden           | ausgeschieden     | ausgeschieden    | ausgeschieden |
| Männer                  |            |                |             |               |                  |               |               |                         |                         |                   |                  |               |
| Yeldos Smetov           | bis 60 kg  | M.E. Elkawisah | 100s2:000s1 | A. McKenzie   | 100s0:000s0      | D. Oʻrozboyev | 001s1:000s1   | O. Səfərov              | 010s3:000s1             | Beslan Mudranow   | 010s0:000s0      | Silber        |
| Zhansay Smagulov        | bis 66 kg  | An B.-u.       | 000s2:110s0 | ausgeschieden | ausgeschieden    | ausgeschieden | ausgeschieden | ausgeschieden           | ausgeschieden           | ausgeschieden     | ausgeschieden    | 17            |
| Didar Khamza            | bis 73 kg  | R. Orujov      | 000s3:000s2 | ausgeschieden | ausgeschieden    | ausgeschieden | ausgeschieden | ausgeschieden           | ausgeschieden           | ausgeschieden     | ausgeschieden    | 17            |
| Maxim Rakow             | bis 100 kg | G. Minaskin    | 000s2:000s3 | L. Krpálek    | 000s2:000s0      | ausgeschieden | ausgeschieden | ausgeschieden           | ausgeschieden           | ausgeschieden     | ausgeschieden    | 9             |

### Kanu

#### Kanurennsport
| Athleten                                                                | Wettbewerb | Vorlauf      | Vorlauf | Halbfinale    | Halbfinale    | Finale        | Finale        | Rang          |
| Athleten                                                                | Wettbewerb | Zeit         | Rang    | Zeit          | Rang          | Zeit          | Rang          | Rang          |
| ----------------------------------------------------------------------- | ---------- | ------------ | ------- | ------------- | ------------- | ------------- | ------------- | ------------- |
| Frauen                                                                  |            |              |         |               |               |               |               |               |
| Inna Klinowa                                                            | K-1 200 m  | 41,030 s     | 4       | 40,381 s      | 3             | 41,521 s      | 8             | 8             |
| Soja Anantschenko                                                       | K-1 500 m  | 1:58,136 min | 5       | 2:01,660 min  | 7             | ausgeschieden | ausgeschieden | ausgeschieden |
| Irina Podoinikowa Natalja Sergejewa                                     | K-2 500 m  | 1:45,369 min | 3       | 1:43,577 min  | 3             | 1:48,361 min  | 7             | 7             |
| Soja Anantschenko Inna Klinowa Irina Podoinikowa Natalja Sergejewa      | K-4 500 m  | 1:36,127 min | 4       | 1:37,423 min  | 5             | 1:39,419 min  | 2             | 10            |
| Männer                                                                  |            |              |         |               |               |               |               |               |
| Alexei Dergunow                                                         | K-1 200 m  | 36,647 s     | 8       | ausgeschieden | ausgeschieden | ausgeschieden | ausgeschieden | ausgeschieden |
| Sergei Tokarnizki Andrei Jergutschow                                    | K-2 200 m  | 33,807 s     | 5       | 35,151 s      | 5             | 35,427 s      | 4             | 12            |
| Ilja Golendow                                                           | K-1 1000 m | 3:37,953 min | 7       | ausgeschieden | ausgeschieden | ausgeschieden | ausgeschieden | ausgeschieden |
| Jewgeni Alexejew Alexei Dergunow                                        | K-2 1000 m | 3:30,433 min | 6       | 3:18,858 min  | 4             | 3:20,827 min  | 3             | 11            |
| Ilja Golendow Sergei Tokarnizki Alexander Jemeljanow Andrei Jergutschow | K-4 1000 m | 3:04,883 min | 7       | 3:00,592 min  | 4             | 3:08,715 min  | 2             | 10            |
| Timur Chaidarow                                                         | C-1 200 m  | 40,492 s     | 4       | 41,079 s      | 5             | 40,549 s      | 6             | 14            |
| Timur Chaidarow                                                         | C-1 1000 m | 5:30,030 min | 6       | 5:33,919 min  | 8             | ausgeschieden | ausgeschieden | ausgeschieden |

#### Kanuslalom
| Athleten            | Wettbewerb | Vorlauf  | Vorlauf | Halbfinale    | Halbfinale    | Finale        | Finale        | Rang |
| Athleten            | Wettbewerb | Zeit     | Rang    | Zeit          | Rang          | Zeit          | Rang          | Rang |
| ------------------- | ---------- | -------- | ------- | ------------- | ------------- | ------------- | ------------- | ---- |
| Frauen              |            |          |         |               |               |               |               |      |
| Yekaterina Smirnova | K-1        | 119,80 s | 19      | ausgeschieden | ausgeschieden | ausgeschieden | ausgeschieden | 19   |

### Leichtathletik
Laufen und Gehen 
| Athleten                                                                 | Wettbewerb        | Runde 1         | Runde 1         | Halbfinale    | Halbfinale    | Finale          | Finale          | Rang |
| Athleten                                                                 | Wettbewerb        | Zeit            | Rang            | Zeit          | Rang          | Zeit            | Rang            | Rang |
| ------------------------------------------------------------------------ | ----------------- | --------------- | --------------- | ------------- | ------------- | --------------- | --------------- | ---- |
| Frauen                                                                   |                   |                 |                 |               |               |                 |                 |      |
| Rima Kaschafutdinowa                                                     | 100 m             | 11,84 s         | 56              | ausgeschieden | ausgeschieden | ausgeschieden   | ausgeschieden   | 56   |
| Olga Safronowa                                                           | 100 m             | 11,50 s         | 36              | ausgeschieden | ausgeschieden | ausgeschieden   | ausgeschieden   | 36   |
| Wiktorija Sjabkina                                                       | 100 m             | 11,69 s         | 50              | ausgeschieden | ausgeschieden | ausgeschieden   | ausgeschieden   | 50   |
| Olga Safronowa                                                           | 200 m             | 23,29 s         | 41              | ausgeschieden | ausgeschieden | ausgeschieden   | ausgeschieden   | 41   |
| Wiktorija Sjabkina                                                       | 200 m             | 23,34 s         | 45              | ausgeschieden | ausgeschieden | ausgeschieden   | ausgeschieden   | 45   |
| Anastassija Kudinowa                                                     | 400 m             | 56,03 s         | 55              | ausgeschieden | ausgeschieden | ausgeschieden   | ausgeschieden   | 55   |
| Elina Michina                                                            | 400 m             | 53,83 s         | 50              | ausgeschieden | ausgeschieden | ausgeschieden   | ausgeschieden   | 50   |
| Margarita Mukaschewa                                                     | 800 m             | 2:00,97 min     | 31              | ausgeschieden | ausgeschieden | ausgeschieden   | ausgeschieden   | 34   |
| Irina Smolnikowa                                                         | Marathon          | –               | –               | –             | –             | 3:00:31 h       | 122             | 122  |
| Gulschanat Schanatbek                                                    | Marathon          | –               | –               | –             | –             | nicht beendet   | nicht beendet   | –    |
| Diana Aidosowa                                                           | 20 km Gehen       | –               | –               | –             | –             | 1:44:49 h       | 62              | 62   |
| Polina Repina                                                            | 20 km Gehen       | –               | –               | –             | –             | disqualifiziert | disqualifiziert | –    |
| Anastassija Pilipenko                                                    | 100 m Hürden      | 13,29 s         | 39              | ausgeschieden | ausgeschieden | ausgeschieden   | ausgeschieden   | 39   |
| Alexandra Romanowa                                                       | 400 m Hürden      | 59,36 s         | 43              | ausgeschieden | ausgeschieden | ausgeschieden   | ausgeschieden   | 43   |
| Rima Kaschafutdinowa Julija Rachmanowa Olga Safronowa Wiktorija Sjabkina | 4 × 100-m-Staffel | disqualifiziert | disqualifiziert | –             | –             | ausgeschieden   | ausgeschieden   | –    |
| Männer                                                                   |                   |                 |                 |               |               |                 |                 |      |
| Michail Krassilow                                                        | Marathon          | –               | –               | –             | –             | 2:26:11 h       | 101             | 101  |
| Georgi Scheiko                                                           | 20 km Gehen       | –               | –               | –             | –             | 1:23:31 h       | 34              | 34   |
| Dmitri Koblow                                                            | 400 m Hürden      | 49,87 s         | 33              | ausgeschieden | ausgeschieden | ausgeschieden   | ausgeschieden   | 33   |

 Springen und Werfen 
| Athleten           | Wettbewerb  | Qualifikation | Qualifikation | Finale        | Finale        | Rang   |
| Athleten           | Wettbewerb  | Weite/Höhe    | Rang          | Weite/Höhe    | Rang          | Rang   |
| ------------------ | ----------- | ------------- | ------------- | ------------- | ------------- | ------ |
| Frauen             |             |               |               |               |               |        |
| Irina Ektowa       | Dreisprung  | 13,33 m       | 16            | ausgeschieden | ausgeschieden | 16     |
| Jekaterina Ektowa  | Dreisprung  | 13,51 m       | 15            | ausgeschieden | ausgeschieden | 15     |
| Olga Rypakowa      | Dreisprung  | 14,39 m       | 2             | 14,74 m       | 3             | Bronze |
| Marija Teluschkina | Diskuswurf  | 45,33 m       | 32            | ausgeschieden | ausgeschieden | 32     |
| Männer             |             |               |               |               |               |        |
| Roman Walijew      | Dreisprung  | ohne Weite    | ohne Weite    | ausgeschieden | ausgeschieden | –      |
| Iwan Iwanow        | Kugelstoßen | 17,38 m       | 33            | ausgeschieden | ausgeschieden | 33     |
| Yevgeniy Labutov   | Diskuswurf  | 55,54 m       | 31            | ausgeschieden | ausgeschieden | 31     |

### Moderner Fünfkampf
| Athleten          | Fechten | Fechten | Schwimmen   | Schwimmen | Reiten | Reiten | Combined     | Combined | Punkte | Rang |
| Athleten          | Bilanz  | Punkte  | Zeit        | Punkte    | Zeit   | Punkte | Zeit         | Punkte   | Punkte | Rang |
| ----------------- | ------- | ------- | ----------- | --------- | ------ | ------ | ------------ | -------- | ------ | ---- |
| Frauen            |         |         |             |           |        |        |              |          |        |      |
| Yelena Potapenko  | 17:18   | 202     | 2:11,52 min | 306       | 7      | 293    | 13:07,48 min | 513      | 1314   | 9    |
| Männer            |         |         |             |           |        |        |              |          |        |      |
| Pawel Iljaschenko | 18:17   | 208     | 2:06,19 min | 322       | E      | 0      | 11:29,79 min | 611      | 1141   | 35   |

### Radsport

#### Bahn
Omnium
| Männer          |    |    |    |    |   |    |    |    |    |    |   |   |     |    |
| Artjom Sacharow | 10 | 22 | 15 | 12 | 5 | 32 | 10 | 22 | 13 | 16 | 7 | 8 | 111 | 10 |

#### Straße
| Athleten             | Wettbewerb       | Zeit         | Rang |
| -------------------- | ---------------- | ------------ | ---- |
| Männer               |                  |              |      |
| Baqtijar Qoschatajew | Straßenrennen    | 6:30:05 h    | 61   |
| Andrei Seiz          | Straßenrennen    | 6:10:30 h    | 8    |
| Andrei Seiz          | Einzelzeitfahren | 1:18:47,63 h | 24   |

### Ringen
| Athleten                         | Wettbewerb        | 1. Runde              | 1. Runde | Achtelfinale                | Achtelfinale  | Viertelfinale     | Viertelfinale | Halbfinale        | Halbfinale    | Hoffnungsrunde Viertelfinale | Hoffnungsrunde Viertelfinale | Hoffnungsrunde Halbfinale | Hoffnungsrunde Halbfinale | Hoffnungsrunde Finale | Hoffnungsrunde Finale | Finale         | Finale        | Rang   |
| Athleten                         | Wettbewerb        | Gegner                | Ergebnis | Gegner                      | Ergebnis      | Gegner            | Ergebnis      | Gegner            | Ergebnis      | Gegner                       | Ergebnis                     | Gegner                    | Ergebnis                  | Gegner                | Ergebnis              | Gegner         | Ergebnis      | Rang   |
| -------------------------------- | ----------------- | --------------------- | -------- | --------------------------- | ------------- | ----------------- | ------------- | ----------------- | ------------- | ---------------------------- | ---------------------------- | ------------------------- | ------------------------- | --------------------- | --------------------- | -------------- | ------------- | ------ |
| Freistil Frauen                  |                   |                       |          |                             |               |                   |               |                   |               |                              |                              |                           |                           |                       |                       |                |               |        |
| Zhuldyz Eshimova                 | Klasse bis 48 kg  | Freilos               | Freilos  | Eri Tosaka                  | 0:3           | ausgeschieden     | ausgeschieden | ausgeschieden     | ausgeschieden | Freilos                      | Freilos                      | Haley Augello             | 3:1                       | Sun Yanan             | 0:4                   | ausgeschieden  | ausgeschieden | 5      |
| Jekaterina Larionowa             | Klasse bis 63 kg  | Freilos               | Freilos  | Maryja Mamaschuk            | 1:3           | ausgeschieden     | ausgeschieden | ausgeschieden     | ausgeschieden | Freilos                      | Freilos                      | Henna Johansson           | 5:0                       | Elena Pirozhkova      | 5:0                   | ausgeschieden  | ausgeschieden | Bronze |
| Elmira Sysdykowa                 | Klasse bis 69 kg  | Freilos               | Freilos  | Natalja Worobjowa           | 1:3           | ausgeschieden     | ausgeschieden | ausgeschieden     | ausgeschieden | Freilos                      | Freilos                      | Otschirbatyn Nasanburmaa  | 3:1                       | Enas Mostafa          | 3:1                   | ausgeschieden  | ausgeschieden | Bronze |
| Güzäl Mänürowa                   | Klasse bis 75 kg  | Freilos               | Freilos  | Zsanett Németh              | 4:1           | Annabel Laure Ali | 3:1           | Jekaterina Bukina | 5:0           | –                            | –                            | –                         | –                         | –                     | –                     | Erica Wiebe    | 0:3           | Silber |
| Freistil Männer                  |                   |                       |          |                             |               |                   |               |                   |               |                              |                              |                           |                           |                       |                       |                |               |        |
| Nurislam Sanayev                 | Klasse bis 57 kg  | Freilos               | Freilos  | Wladimer Chintschegaschwili | 1:3           | ausgeschieden     | ausgeschieden | ausgeschieden     | ausgeschieden | Freilos                      | Freilos                      | Hacı Əliyev               | 1:3                       | ausgeschieden         | ausgeschieden         | ausgeschieden  | ausgeschieden | 12     |
| Galymzhan Usserbayev             | Klasse bis 74 kg  | Evgheni Nedealco      | 4:1      | Liván López                 | 3:1           | Sōsuke Takatani   | 3:1           | Hassan Yazdani    | 0:4           | –                            | –                            | –                         | –                         | –                     | –                     | Soner Demirtaş | 0:3           | 5      |
| Aslan Kachidse                   | Klasse bis 86 kg  | Amarhadschy Mahamedau | 1:3      | ausgeschieden               | ausgeschieden | ausgeschieden     | ausgeschieden | ausgeschieden     | ausgeschieden | ausgeschieden                | ausgeschieden                | ausgeschieden             | ausgeschieden             | ausgeschieden         | ausgeschieden         | ausgeschieden  | ausgeschieden | 12     |
| Mamed Ibragimov                  | Klasse bis 97 kg  | Freilos               | Freilos  | José Daniel Díaz            | 4:0           | Elisbar Odikadse  | 1:3           | ausgeschieden     | ausgeschieden | ausgeschieden                | ausgeschieden                | ausgeschieden             | ausgeschieden             | ausgeschieden         | ausgeschieden         | ausgeschieden  | ausgeschieden | 8      |
| Daulet Shabanbay                 | Klasse bis 125 kg | Freilos               | Freilos  | Ibrahim Saidau              | 0:3           | ausgeschieden     | ausgeschieden | ausgeschieden     | ausgeschieden | ausgeschieden                | ausgeschieden                | ausgeschieden             | ausgeschieden             | ausgeschieden         | ausgeschieden         | ausgeschieden  | ausgeschieden | 17     |
| griechisch-römischer Stil Männer |                   |                       |          |                             |               |                   |               |                   |               |                              |                              |                           |                           |                       |                       |                |               |        |
| Almat Kebispajew                 | Klasse bis 59 kg  | Ibragim Labasanow     | 3:0      | Shinobu Ōta                 | 0:3           | ausgeschieden     | ausgeschieden | ausgeschieden     | ausgeschieden | Hamid Soryan Reihanpour      | 5:0                          | Stig André Berge          | 0:3                       | ausgeschieden         | ausgeschieden         | ausgeschieden  | ausgeschieden | 7      |
| Dosschan Kartikow                | Klasse bis 75 kg  | Surab Datunaschwili   | 3:0      | Elvin Mursaliyev            | 1:3           | ausgeschieden     | ausgeschieden | ausgeschieden     | ausgeschieden | ausgeschieden                | ausgeschieden                | ausgeschieden             | ausgeschieden             | ausgeschieden         | ausgeschieden         | ausgeschieden  | ausgeschieden | 14     |
| Nurmachan Tinalijew              | Klasse bis 130 kg | Freilos               | Freilos  | Eduard Popp                 | 1:3           | ausgeschieden     | ausgeschieden | ausgeschieden     | ausgeschieden | ausgeschieden                | ausgeschieden                | ausgeschieden             | ausgeschieden             | ausgeschieden         | ausgeschieden         | ausgeschieden  | ausgeschieden | 14     |

### Rudern
| Athleten               | Wettbewerb | Vorlauf     | Vorlauf | Vorlauf       | Hoffnungslauf | Hoffnungslauf | Hoffnungslauf | Viertelfinale | Viertelfinale | Viertelfinale | Halbfinale   | Halbfinale | Halbfinale    | Finale      | Finale | Rang |
| Athleten               | Wettbewerb | Zeit        | Platz   | Qualifikation | Zeit          | Platz         | Qualifikation | Zeit          | Platz         | Qualifikation | Zeit         | Platz      | Qualifikation | Zeit        | Platz  | Rang |
| ---------------------- | ---------- | ----------- | ------- | ------------- | ------------- | ------------- | ------------- | ------------- | ------------- | ------------- | ------------ | ---------- | ------------- | ----------- | ------ | ---- |
| Frauen                 |            |             |         |               |               |               |               |               |               |               |              |            |               |             |        |      |
| Swetlana Germanowitsch | Einer      | 9:34,15 min | 5       | Hoffnungslauf | 8:00,42 min   | 3             | Halbfinale E  | –             | –             | –             | 8:29,18 min  | 1          | E-Finale      | 8:38,25 min | 2      | 26   |
| Männer                 |            |             |         |               |               |               |               |               |               |               |              |            |               |             |        |      |
| Vladislav Yakovlev     | Einer      | 7:38,65 min | 5       | Hoffnungslauf | 12:04,17 min  | 5             | Halbfinale E  | –             | –             | –             | 11:45,22 min | 4          | F-Finale      | 7:21,61 min | 1      | 31   |

### Schießen
| Athleten            | Wettbewerb                               | Qualifikation   | Qualifikation | Finale          | Finale        | Ringe/ Scheiben | Rang |
| Athleten            | Wettbewerb                               | Ringe/ Scheiben | Rang          | Ringe/ Scheiben | Rang          | Ringe/ Scheiben | Rang |
| ------------------- | ---------------------------------------- | --------------- | ------------- | --------------- | ------------- | --------------- | ---- |
| Frauen              |                                          |                 |               |                 |               |                 |      |
| Yelizaveta Korol    | Luftgewehr 10 Meter                      | 410,6           | 37            | ausgeschieden   | ausgeschieden | 410,6           | 37   |
| Yelizaveta Korol    | Kleinkaliber Dreistellungskampf 50 Meter | 575             | 26            | ausgeschieden   | ausgeschieden | 575             | 26   |
| Mariya Dmitriyenko  | Trap                                     | 66              | 8             | ausgeschieden   | ausgeschieden | 66              | 8    |
| Männer              |                                          |                 |               |                 |               |                 |      |
| Vladimir Issachenko | Luftpistole 10 Meter                     | 579             | 23            | ausgeschieden   | ausgeschieden | 579             | 23   |
| Rashid Yunusmetov   | Luftpistole 10 Meter                     | 567             | 40            | ausgeschieden   | ausgeschieden | 567             | 40   |
| Vladimir Issachenko | Freie Pistole 50 Meter                   | 536             | 36            | ausgeschieden   | ausgeschieden | 536             | 36   |
| Rashid Yunusmetov   | Freie Pistole 50 Meter                   | 553             | 13            | ausgeschieden   | ausgeschieden | 553             | 13   |
| Juri Jurkow         | Luftgewehr 10 Meter                      | 615,3           | 44            | ausgeschieden   | ausgeschieden | 615,3           | 44   |
| Juri Jurkow         | Kleinkaliber Dreistellungskampf 50 Meter | 1167            | 29            | ausgeschieden   | ausgeschieden | 1167            | 29   |
| Juri Jurkow         | Kleinkaliber liegend 50 Meter            | 621,4           | 25            | ausgeschieden   | ausgeschieden | 621,4           | 25   |

### Schwimmen
| Athleten           | Wettbewerb       | Vorlauf     | Vorlauf | Halbfinale    | Halbfinale    | Finale          | Finale          | Rang |
| Athleten           | Wettbewerb       | Zeit        | Rang    | Zeit          | Rang          | Zeit            | Rang            | Rang |
| ------------------ | ---------------- | ----------- | ------- | ------------- | ------------- | --------------- | --------------- | ---- |
| Frauen             |                  |             |         |               |               |                 |                 |      |
| Yekaterina Rudenko | 100 m Rücken     | 1:01,28 min | 20      | ausgeschieden | ausgeschieden | ausgeschieden   | ausgeschieden   | 20   |
| Männer             |                  |             |         |               |               |                 |                 |      |
| Dmitri Balandin    | 100 m Brust      | 59,47 s     | 9       | 59,45 s       | 8             | 59,85 s         | 8               | 8    |
| Dmitri Balandin    | 200 m Brust      | 2:09,00 min | 6       | 2:08,20 min   | 8             | 2:07,46 min     | 1               | Gold |
| Witali Chudjakow   | 10 km Freiwasser | –           | –       | –             | –             | disqualifiziert | disqualifiziert | –    |

### Synchronschwimmen
| Athletinnen                            | Wettbewerb | Qualifikation     | Qualifikation     | Qualifikation  | Qualifikation  | Qualifikation | Qualifikation | Finale         | Finale         | Finale           | Finale           |
| Athletinnen                            | Wettbewerb | Technische Kür TK | Technische Kür TK | Freie Kür FK-Q | Freie Kür FK-Q | Gesamt        | Gesamt        | Freie Kür FK-F | Freie Kür FK-F | Gesamt TK + FK-F | Gesamt TK + FK-F |
| Athletinnen                            | Wettbewerb | Punkte            | Rang              | Punkte         | Rang           | Punkte        | Rang          | Punkte         | Rang           | Punkte           | Rang             |
| -------------------------------------- | ---------- | ----------------- | ----------------- | -------------- | -------------- | ------------- | ------------- | -------------- | -------------- | ---------------- | ---------------- |
| Frauen                                 |            |                   |                   |                |                |               |               |                |                |                  |                  |
| Alexandra Nemitsch Jekaterina Nemitsch | Duett      | 81,400            | 15                | 81,4686        | 15             | 162,8686      | 15            | ausgeschieden  | ausgeschieden  | ausgeschieden    | ausgeschieden    |

### Taekwondo
| Athleten           | Wettbewerb        | Achtelfinale     | Achtelfinale | Viertelfinale | Viertelfinale | Hoffnungsrunde Halbfinale | Hoffnungsrunde Halbfinale | Halbfinale    | Halbfinale    | Hoffnungsrunde Finale | Hoffnungsrunde Finale | Finale        | Finale        | Rang          |
| Athleten           | Wettbewerb        | Gegner           | Ergebnis     | Gegner        | Ergebnis      | Gegner                    | Ergebnis                  | Gegner        | Ergebnis      | Gegner                | Ergebnis              | Gegner        | Ergebnis      | Rang          |
| ------------------ | ----------------- | ---------------- | ------------ | ------------- | ------------- | ------------------------- | ------------------------- | ------------- | ------------- | --------------------- | --------------------- | ------------- | ------------- | ------------- |
| Frauen             |                   |                  |              |               |               |                           |                           |               |               |                       |                       |               |               |               |
| Ainur Jesbergenowa | Klasse bis 49 kg  | Lucija Zaninović | 7:18         | ausgeschieden | ausgeschieden | ausgeschieden             | ausgeschieden             | ausgeschieden | ausgeschieden | ausgeschieden         | ausgeschieden         | ausgeschieden | ausgeschieden | ausgeschieden |
| Cansel Deniz       | Klasse bis 67 kg  | Chuang Chia-chia | 2:16         | ausgeschieden | ausgeschieden | ausgeschieden             | ausgeschieden             | ausgeschieden | ausgeschieden | ausgeschieden         | ausgeschieden         | ausgeschieden | ausgeschieden | ausgeschieden |
| Männer             |                   |                  |              |               |               |                           |                           |               |               |                       |                       |               |               |               |
| Ruslan Schaparow   | Klasse über 80 kg | Radik İsayev     | 2:11         | ausgeschieden | ausgeschieden | Cha Dong-min              | 8:15                      | ausgeschieden | ausgeschieden | ausgeschieden         | ausgeschieden         | ausgeschieden | ausgeschieden | 7             |

### Tennis
| Athleten                               | Wettbewerb | 1. Runde                          | 1. Runde     | 2. Runde      | 2. Runde      | Achtelfinale  | Achtelfinale  | Viertelfinale | Viertelfinale | Halbfinale    | Halbfinale    | Finale        | Finale        |
| Athleten                               | Wettbewerb | Gegner                            | Ergebnis     | Gegner        | Ergebnis      | Gegner        | Ergebnis      | Gegner        | Ergebnis      | Gegner        | Ergebnis      | Gegner        | Ergebnis      |
| -------------------------------------- | ---------- | --------------------------------- | ------------ | ------------- | ------------- | ------------- | ------------- | ------------- | ------------- | ------------- | ------------- | ------------- | ------------- |
| Frauen                                 |            |                                   |              |               |               |               |               |               |               |               |               |               |               |
| Jaroslawa Schwedowa                    | Einzel     | Misaki Doi                        | 3:6, 4:6     | ausgeschieden | ausgeschieden | ausgeschieden | ausgeschieden | ausgeschieden | ausgeschieden | ausgeschieden | ausgeschieden | ausgeschieden | ausgeschieden |
| Jaroslawa Schwedowa Galina Woskobojewa | Doppel     | Kirsten Flipkens Yanina Wickmayer | 1:6, Aufgabe | –             | –             | ausgeschieden | ausgeschieden | ausgeschieden | ausgeschieden | ausgeschieden | ausgeschieden | ausgeschieden | ausgeschieden |

Abgesagt hat ihre Teilnahme Julija Putinzewa, weil sie sich eine Schulterverletzung beim Rogers Cup in Montreal zuzog.

### Tischtennis
| Athleten            | Wettbewerb | 1. Runde        | 1. Runde | 2. Runde      | 2. Runde      | 3. Runde      | 3. Runde      | 4. Runde      | 4. Runde      | Viertelfinale | Viertelfinale | Halbfinale    | Halbfinale    | Finale        | Finale        | Rang          |
| Athleten            | Wettbewerb | Gegner          | Ergebnis | Gegner        | Ergebnis      | Gegner        | Ergebnis      | Gegner        | Ergebnis      | Gegner        | Ergebnis      | Gegner        | Ergebnis      | Gegner        | Ergebnis      | Rang          |
| ------------------- | ---------- | --------------- | -------- | ------------- | ------------- | ------------- | ------------- | ------------- | ------------- | ------------- | ------------- | ------------- | ------------- | ------------- | ------------- | ------------- |
| Männer              |            |                 |          |               |               |               |               |               |               |               |               |               |               |               |               |               |
| Kirill Gerassimenko | Einzel     | Ádám Pattantyús | 1:4      | ausgeschieden | ausgeschieden | ausgeschieden | ausgeschieden | ausgeschieden | ausgeschieden | ausgeschieden | ausgeschieden | ausgeschieden | ausgeschieden | ausgeschieden | ausgeschieden | ausgeschieden |

### Turnen

#### Rhythmische Sportgymnastik
| Athletinnen        | Wettbewerb       | Qualifikation | Qualifikation | Finale        | Finale        | Rang |
| Athletinnen        | Wettbewerb       | Punkte        | Rang          | Punkte        | Rang          | Rang |
| ------------------ | ---------------- | ------------- | ------------- | ------------- | ------------- | ---- |
| Frauen             |                  |               |               |               |               |      |
| Sabina Ashirbayeva | Mehrkampf Einzel | 69,232        | 12            | ausgeschieden | ausgeschieden | 12   |

#### Trampolinturnen
| Athleten         | Wettbewerb | Qualifikation | Qualifikation | Finale        | Finale        | Rang |
| Athleten         | Wettbewerb | Punkte        | Rang          | Punkte        | Rang          | Rang |
| ---------------- | ---------- | ------------- | ------------- | ------------- | ------------- | ---- |
| Männer           |            |               |               |               |               |      |
| Pirmammad Aliyev | Einzel     | 105,890       | 12            | ausgeschieden | ausgeschieden | 12   |